# 京都めしあがれ
『京都めしあがれ』（きょうとめしあがれ）は、2003年4月から2004年3月までKBS京都テレビで放送されたグルメ紀行番組である。京都市内にあるグルメスポットを、四季折々の風景を交えながらリポートする番組だった。
元々は2003年1月から同年3月まで同局で放送されていた『ぐるめぐり京都』という15分番組で、それを25分に拡大してリニューアルしたのが本番組である。『ぐるめぐり京都』時代のリポーターは島田律子と森田恵美で、改題後も2003年9月までは引き続き島田がリポーターを務めていたが、同年10月に小牧芽実と交代した。
| スタブアイコン | サブスタブ | この項目は、まだ閲覧者の調べものの参照としては役立たない、テレビ番組に関連した書きかけの項目です。この項目を加筆・訂正などしてくださる協力者を求めています（P:テレビ/PJ:放送または配信の番組）。 |